# Notker Baumann
Notker Baumann (* 1975 in Konstanz) ist ein deutscher römisch-katholischer Theologe und Kirchenhistoriker.

## Leben
Er studierte Theologie und Philosophie in Freiburg im Breisgau, Innsbruck und Rom. Christoph Kardinal Schönborn weihte ihn am 10. Oktober 2002 in Rom zum Priester. Danach war er Präfekt am Collegium Germanicum in Rom. Von 2007 bis 2009 wirkte er als Kaplan und Pfarradministrator in Lauda, danach bis 2016 als Kaplan in der Seelsorgeeinheit Grünsfeld-Wittighausen. Von 2008 bis 2012 erteilte er Unterricht am Martin-Schleyer-Gymnasium in Lauda. Nach Habilitation 2016 erhielt er eine Lehrbefähigung an der Julius-Maximilians-Universität Würzburg. Ab dem Wintersemester 2016/17 nahm er eine Lehrstuhlvertretung an der Universität Erfurt wahr. Am 1. Oktober 2018 wurde er zum Professor für Kirchengeschichte und Patrologie an der Theologischen Fakultät Fulda ernannt, seit April 2023 ist er Professor für Alte Kirchengeschichte, Patrologie und Christliche Archäologie an der Universität Erfurt.

## Schriften (Auswahl)
- Die Demut als Grundlage aller Tugenden bei Augustinus (= Patrologia. Beiträge zum Studium der Kirchenväter. Band 21). Lang, Frankfurt am Main 2009, ISBN 978-3-631-58592-4 (zugleich Dissertation, Päpstliches Patristisches Institut Augustinianum 2007).
- Götter in Gottes Hand. Die Darstellung zeitgenössischer Kaiser bei Gregor von Nazianz (= Ergänzungsbände zum Jahrbuch für Antike und Christentum. Kleine Reihe. Band 15). Aschendorff, Münster 2018, ISBN 3-402-10922-0 (zugleich Habilitationsschrift, Würzburg 2016).